# Петренко Микола Іванович
Мико́ла Іва́нович Петре́нко (20 грудня 1958, Чернігів — 21 червня 2016, Київ) — заслужений працівник культури України (1993), директор (з 1986) та художній керівник (1986—2016) Київського академічного театру ляльок, голос Київського метрополітену.

## Життєпис
Закінчив Київський університет театру, кіно і телебачення ім. В. К. Карпенка-Карого (1981).
1986 року став директором і художнім керівником Київського державного театру ляльок. Під час його керівництва, 30 жовтня 2002 року, рішенням колегії Міністерства культури і мистецтв України «за вагомий внесок у розвиток театрального мистецтву» театру надано звання академічного.
Петренко був ініціатором (1991, 1993, 1995, 1997, 2007) Міжнародних фестивалів театрів ляльок в Києві, був їх засновником і художнім керівником.
Протягом 25 років був «голосом» київської підземки. Його слова «Обережно, двері зачиняються. Наступна станція…», — відоме усім пасажирам столичного метрополітену.
Микола Петренко помер 21 червня 2016 року.

## Нагороди та звання
- Заслужений працівник культури України (1993)[6];
- Лауреат міжнародної премії Дружба;
- Лауреат премії імені Пантелеймона Куліша (2017)[7].